# Diorchidium taiwanensis
Diorchidium taiwanensis är en svampart som beskrevs av Berndt 1996. Diorchidium taiwanensis ingår i släktet Diorchidium och familjen Raveneliaceae.   Inga underarter finns listade i Catalogue of Life.